# Torre Vinarragell
La torre Vinarragell es un monumento arquitectónico de la Comunidad Valenciana, catalogado como Bien de Interés Cultural (BIC), según consta en la Dirección General de Patrimonio Cultural de la Generalidad Valenciana con código identificativo: 12.06.032-016. Se ubica en el Camí de Serra (Partida Vinarragell), ocupando la parcela 2 con referencia catastral: 3020101
Está considerada como un exponente de arquitectura militar, ya que se trata de una torre defensiva, aunque en la actualidad pasa totalmente desapercibida.
Al edificio actual se le conoce más por el nombre de Alquería de Sorlí, que por el de la torre de Vinarragell, la cual actualmente ha quedado totalmente integrada en edificios de reciente construcción. No existe una idea clara de si la torre pertenecía a la ya desaparecida alquería islámica de Vinarragell.